# 一之瀬村 (三重県)
一之瀬村（いちのせむら）は三重県度会郡にあった村。現在の度会町の南半、一之瀬川の上流域にあたる。

## 地理
- 山岳：七洞岳、獅子ヶ岳
- 河川：一之瀬川、小萩川

## 歴史
- 1889年（明治22年）4月1日 - 町村制の施行により、南中村・川上村・脇出村・市場村・和井野村・小萩村・柳村の区域をもって発足。
- 1955年（昭和30年）4月1日 - 小川郷村・内城田村・中川村と合併して度会村が発足。同日一之瀬村廃止。

## 地域

### 教育
- 一之瀬村立一之瀬小学校